# 拉皮赛
拉皮赛（法語：La Puisaye，法語發音：[la pɥizɛ]）是法国厄尔-卢瓦省的一个市镇，属于德勒区。

## 地理
拉皮赛（48°36'33"N, 0°57'22"E）面积20.5 平方千米，位于法国中央-卢瓦尔河谷大区厄尔-卢瓦省，该省份为法国北部内陆省份，北起顺时针与厄尔省、伊夫林省、埃松省、卢瓦雷省、卢瓦-谢尔省、萨尔特省和奧恩省接壤。
与拉皮赛接壤的市镇（或旧市镇、城区）包括：拉索塞勒、莱勒叙安特。

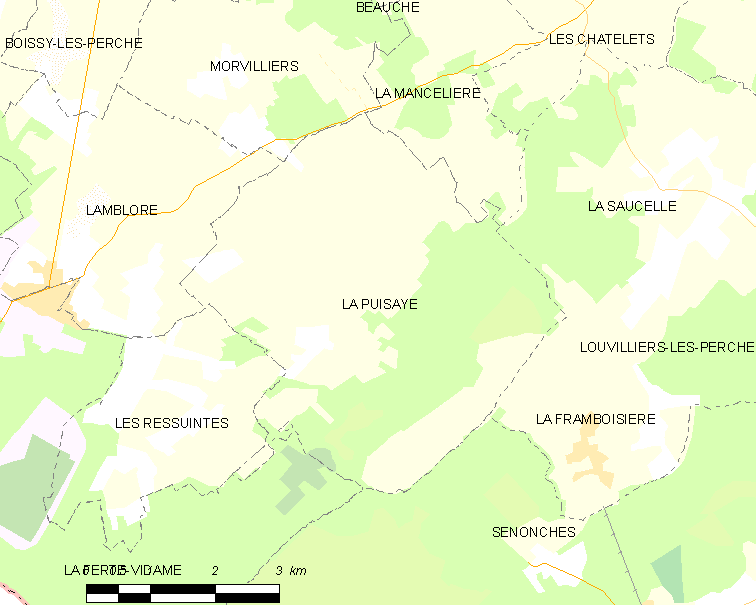
拉皮赛的OSM定位图

拉皮赛的时区为UTC+01:00、UTC+02:00（夏令时）。

## 行政
拉皮赛的邮政编码为28250，INSEE市镇编码为28310。

## 政治
拉皮赛所属的省级选区为圣吕班德容什雷县。

## 人口

1962-2008年间拉皮赛人口变化图示

拉皮赛于2022年1月1日时的人口数量为247人。